# Cao Mianying
Cao Mianying (chinesisch 曹棉英; * 19. Juni 1967 im Kreis Haiyan) ist eine ehemalige chinesische Ruderin.

## Sportliche Karriere
Cao Mianying erreichte 1988 zusammen mit Guo Mei im Doppelzweier das Finale bei den Olympischen Spielen in Seoul und belegte den fünften Platz. Im Jahr darauf gewann sie mit dem chinesischen Vierer ohne Steuerfrau die Silbermedaille bei den Weltmeisterschaften 1989. 1990 belegte sie den fünften Platz im Achter. 1991 trat Cao Mianying bei den Weltmeisterschaften in Wien in zwei Bootsklassen an. Sie belegte den vierten Platz im Vierer ohne Steuerfrau und den siebten Platz im Achter. Bei den Olympischen Spielen 1992 in Barcelona erreichte sie in beiden Bootsklassen das Finale, sie belegte den vierten Platz im Vierer ohne Steuerfrau und den fünften Platz im Achter.
1993 kehrte Cao Minyang vom Riemenrudern zum Skullrudern zurück. Bei den Weltmeisterschaften 1993 in Račice u Štětí siegte sie zusammen mit Gu Xiaoli, Liu Xirong und Zhang Xiuyun im Doppelvierer vor den Booten aus Deutschland und den Vereinigten Staaten. 1994 in Indianapolis gewann der deutsche Doppelvierer vor Cao Mianying, Liu Xirong, Zhang Xiuyun und Zhao Guifeng. Im Jahr darauf belegte Cao Minyang bei den Weltmeisterschaften in Tampere den fünften Platz im Doppelzweier und den siebten Platz im Doppelvierer. Auch bei den Olympischen Spielen 1996 in Atlanta trat Cao Minyang in beiden Bootsklassen an. Im Doppelzweier gewannen Cao Mianying und Zhang Xiuyun Silber hinter den Kanadierinnen Kathleen Heddle und Marnie McBean. Im Doppelvierer belegten einen Tag später Cao Mianying, Zhang Xiuyun, Liu Xirong und Gu Xiaoli den fünften Platz mit weniger als einer Sekunde Rückstand auf die zweitplatzierten Ukrainerinnen. 2001 war die 1,76 m große Cao Minyang noch einmal bei den Weltmeisterschaften in Luzern im Finale und belegte den fünften Platz im Vierer ohne Steuerfrau.
Cao Mianying gewann bei den Asienspielen 1994 das Finale im Einer.